# جوليان فيليبس
جوليان فيليبس (بالإنجليزية: Julianne Phillips)‏ هي عارضة وممثلة أمريكية، ولدت في 6 مايو 1960 بشيكاغو في الولايات المتحدة.

## وصلات خارجية
- جوليان فيليبس على موقع IMDb (الإنجليزية)
- جوليان فيليبس على موقع ميتاكريتيك (الإنجليزية)
- جوليان فيليبس على موقع روتن توميتوز (الإنجليزية)
- جوليان فيليبس على موقع ألو سيني (الفرنسية)
- جوليان فيليبس على موقع ميوزك برينز (الإنجليزية)
- جوليان فيليبس على موقع أول موفي (الإنجليزية)
- جوليان فيليبس على موقع قاعدة بيانات الأفلام السويدية (السويدية)
- جوليان فيليبس على موقع إن إن دي بي (الإنجليزية)
- جوليان فيليبس على موقع قاعدة بيانات الفيلم (الإنجليزية)
- جوليان فيليبس على موقع كينوبويسك (الروسية)